# Vitsjön, Östergötland
Vitsjön är en sjö i Norrköpings kommun i Östergötland och ingår i Kilaåns huvudavrinningsområde. Sjöns area är 0,029 kvadratkilometer och den befinner sig 103 meter över havet.